# Autoserica ealana
Autoserica ealana är en skalbaggsart som beskrevs av Moser 1916. Autoserica ealana ingår i släktet Autoserica och familjen Melolonthidae. Inga underarter finns listade.